# Agricultura en Senegal

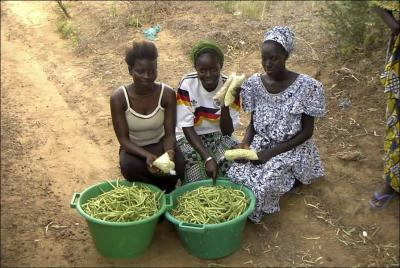
Vendedores de caupí cerca de Thies, Senegal

La economía del Senegal está impulsada principalmente por la agricultura, la pesca, la minería, la construcción y el turismo. La mayor parte del Senegal se encuentra en la región del Sahel, propensa a la sequía, con precipitaciones irregulares y suelos generalmente pobres. Con solo alrededor del 5 por ciento de la tierra  irrigada, Senegal sigue dependiendo de la agricultura de secano, que ocupa alrededor del 75 por ciento de la mano de obra. A pesar de una variedad relativamente amplia de producción agrícola, la mayoría de los agricultores producen para satisfacer sus necesidades de subsistencia. La producción está sujeta a la sequía y a amenazas de plagas como  langostas, aves, moscas de la fruta y moscas blancas. El mijo, el arroz, el maíz y el sorgo son los principales cultivos alimentarios de Senegal.
Senegal es un importador neto de alimentos, especialmente de arroz, que representa casi el 75 por ciento de las importaciones de cereales. El maní, la caña de azúcar y el algodón son cultivos comerciales importantes, y se cultiva una amplia variedad de frutas y verduras para los mercados locales y de exportación. En 2006, las exportaciones de goma arábiga se dispararon a 280 millones de dólares, lo que la convierte, con mucho, en la principal exportación agrícola. Las judías verdes, el tomate industrial, el tomate cherri, el melón y el  mango son los principales cultivos comerciales de hortalizas del Senegal. La región de Casamanza aislada del resto de Senegal por Gambia, es una importante zona de producción agrícola, pero sin la infraestructura o los enlaces de transporte necesarios para mejorar su capacidad.
A pesar de la falta de modernización de la pesca artesanal, el sector pesquero sigue siendo el principal recurso económico del Senegal y el principal generador de divisas. Los sectores ganadero y avícola están relativamente subdesarrollados y tienen potencial para la modernización, el desarrollo y el crecimiento. Senegal importa la mayor parte de su leche y productos lácteos. El sector está inhibido debido a la baja producción y a las limitadas inversiones. El potencial de producción de fauna y productos forestales es alto y diversificado y podría, si está bien organizado, beneficiar a los agricultores pobres de las zonas rurales. Aunque el sector agrícola se vio afectado por una invasión de  langostas en 2004, se ha recuperado y se espera que la producción agrícola bruta aumente un 6 por ciento en 2006 y un 5 por ciento en 2007.

## Situación y perspectivas del sector agrícola
La mayor parte del Senegal se encuentra en la región del Sahel, propensa a la sequía, con precipitaciones irregulares y suelos generalmente pobres. Con solo un 5% de la tierra irrigada, Senegal sigue dependiendo de la agricultura de secano, que ocupa al 75% de su mano de obra. El sector está inhibido debido a la baja producción y a las limitadas inversiones. Aunque este sector se vio afectado por una invasión de langostas en 2004, se ha recuperado y se esperaba que la producción agrícola bruta aumentara un 6,1% en 2006 y un 5,1% en 2007. Las reformas del sector agrícola han suprimido el apoyo directo del gobierno y han emprendido la privatización de las explotaciones estatales. Los principales cultivos agrícolas son el maní y el algodón, ambos son importantes fuentes de ingresos en divisas, así como el mijo, el arroz, el maíz, la caña de azúcar y el ganado.
El maní es el motor de la economía rural y su producción representa alrededor del 40 por ciento de las tierras cultivadas, ocupando dos millones de hectáreas. El sector del cacahuete proporciona empleo a hasta un millón de personas. La industria ha estado sufriendo los efectos de la privatización del sector agrícola y la eliminación de la prohibición de importar maní y otros aceites comestibles. El sector del cacahuete sigue estando dominado por SONACOS, que ha pasado a llamarse SUNEOR a partir del 1 de enero de 2007, marcando así el final del proceso de privatización iniciado en 2004, cuando el gobierno decidió vender sus acciones a Advens, un consorcio privado que incluía a un empresario franco-libanés, al fabricante belga de maquinaria para el cacahuete Desmet, a la empresa de desmotado de algodón SODEFITEX y a los empleados de SONACOS.
En los últimos años, la producción media anual de maní se sitúa en torno a las 828 000 toneladas (95% para el petróleo). El algodón representa alrededor del 3% del total de las exportaciones y es la tercera fuente de ingresos de exportación de Senegal, unos 28 millones de dólares estadounidenses en el período 1995-2000. El algodón se cultiva en casi todas las regiones y cubre casi un tercio de la superficie cultivada. La gestión de la industria algodonera se realiza a través de la antigua SODEFITEX paraestatal, privatizada en noviembre de 2003, con productores que poseen el 30% de las acciones de la empresa.
La producción de cultivos alimentarios no satisface las necesidades de Senegal. La producción de los principales cultivos de alimentos básicos cubre apenas el 30% de las necesidades de consumo. Solo en años de lluvias favorables el país se acerca a la autosuficiencia en mijo y sorgo, los alimentos básicos con arroz. La cabaña ganadera incluye aproximadamente 3,1 millones de cabezas de ganado vacuno y 8,7 millones de cabezas de ganado ovino y caprino. El ganado vacuno se cría de forma extensiva y en pequeña escala. La producción avícola ha aumentado y tiene un gran potencial de crecimiento. A pesar de una importante población ganadera, Senegal sigue siendo un importador neto de carne, especialmente de ovejas (vivas) durante las principales fiestas y eventos religiosos.

## Productos agrícolas

### Cacahuetes

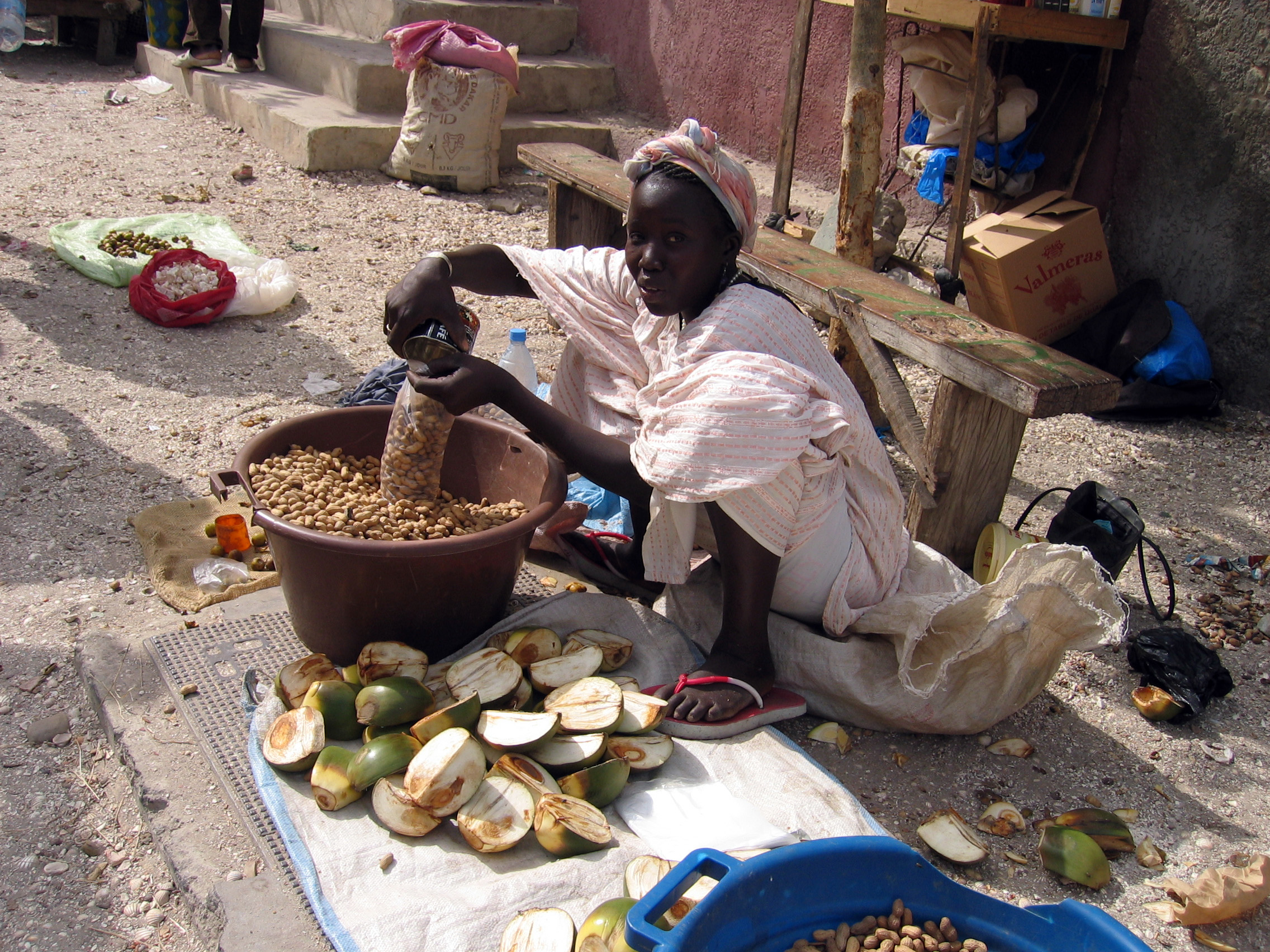
Un vendedor de cacahuetes en Joal-Fadiouth, Senegal

La producción de maní representa alrededor del 40 por ciento de la tierra cultivada, ocupando dos millones de hectáreas y da empleo a hasta un millón de personas. Aunque la contribución del sector del cacahuete a los ingresos en divisas ha descendido por debajo de los de la pesca y la minería, el cacahuete sigue desempeñando un papel importante en la economía general como principal cultivo comercial para muchos agricultores senegaleses de las zonas rurales. El maní se procesa localmente, y los precios del  aceite de maní procesado y otros productos de maní se fijan en una comisión controlada por el gobierno.
La producción de maní sin cáscara varía ampliamente debido a la sequía periódica, y la producción es frecuentemente subestimada debido a las ventas no autorizadas a procesadores en países vecinos. La producción total se estimó en 850 000 toneladas en 2005. Las exportaciones de productos de cacahuete alcanzaron los 15 000 millones de francos CFA (30 millones de dólares) en 2005. Representan alrededor del 60 por ciento del total de las exportaciones agrícolas, de las cuales el 75 por ciento está compuesto por aceite de cacahuete. Las exportaciones de aceite de cacahuete de SUNEOR (antiguo SONACOS) representan entre el 45 y el 50 por ciento del comercio mundial de aceite de cacahuete.
SUNEOR produce aproximadamente 150 000 toneladas de aceite de cacahuete crudo al año. El mercado europeo, que es su principal mercado, solo puede absorber actualmente 90 000 toneladas. La compañía recientemente privatizada planea explorar y desarrollar nuevos mercados para utilizar plenamente su capacidad. En esta perspectiva, las exportaciones de aceite de cacahuete a los Estados Unidos se han reanudado en 2006 y se estiman en unos 7 millones de dólares. Otros grandes productores de aceite de cacahuete son NOVASEN y el Complejo de Touba.
Estas tres empresas producen principalmente aceite de cacahuete no refinado y cacahuetes no asados para la exportación. La harina de cacahuete/torta de cacahuete se vende principalmente en el mercado local como alimento para animales. La industria local también refina los aceites comestibles importados para el consumo doméstico. En 2005, Senegal importó aproximadamente 90 000 toneladas de aceite de soja crudo, principalmente de Brasil.

### Algodón
El algodón es la segunda exportación agrícola más importante, ya que representa alrededor del 16 por ciento del total de las exportaciones agrícolas. Se cultiva en casi todas las regiones y cubre casi un tercio de la superficie cultivada. Sin embargo, la producción se concentra en el sudeste del país, al sur del cinturón de Kahone-Tambacounda, así como en las regiones de Casamanca y Kédougou.
SODEFITEX, la principal empresa algodonera, prevé una producción de 40 000 toneladas en 2006. El algodón representa aproximadamente el 3% del total de las exportaciones y la tercera fuente de ingresos de exportación del Senegal (unos 23 millones de dólares en 2005). La mayor parte de la  pelusa de algodón producida en Senegal se exporta, pero desde la liberalización del sector en 1984, los productores han preferido vender en mercados paralelos, donde se han beneficiado de mejores precios. SODEFITEX, que gestiona la mayor parte de la producción de algodón de Senegal, fue privatizada en noviembre de 2003. Los productores adquirieron el 30% de las acciones de la compañía ya que no tenían participación accionaria antes de la privatización. A pesar de los mayores incentivos, crédito a los productores y precios de producción garantizados, la empresa sigue esforzándose por utilizar plenamente su capacidad de  desmotado.
El gobierno de Senegal se ha comprometido a participar en el «Programa de Mejora del Algodón de África Occidental» (WACIP), financiado por el gobierno de Estados Unidos, en apoyo de actividades que se centran en la diversificación de cultivos y el procesamiento de valor añadido.

### Granos alimenticios

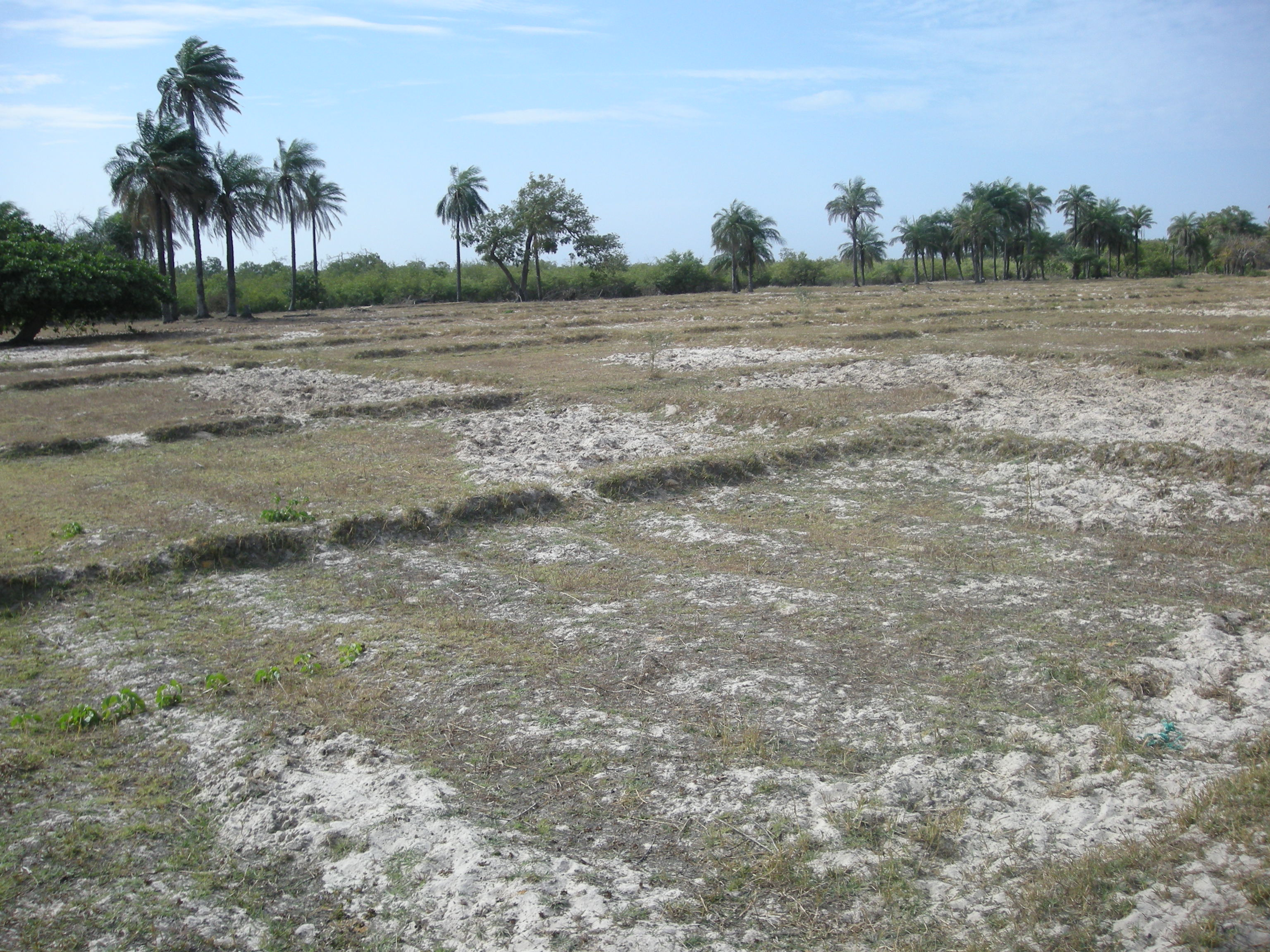
Un arrozal cerca de Carabane después de la cosecha

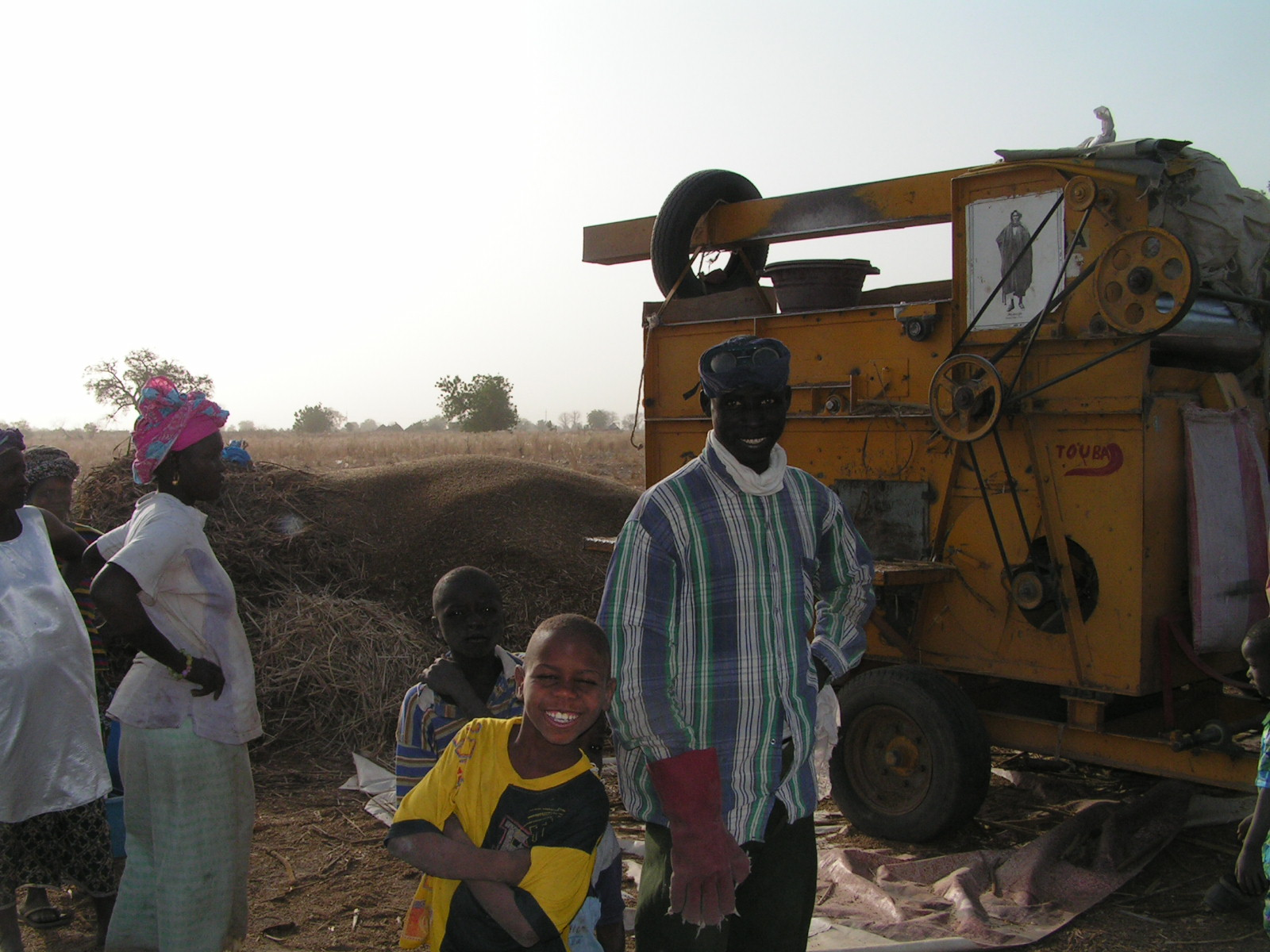
Trillando mijo en Malem-Hodar

El arroz, el mijo y el sorgo son los principales cultivos alimentarios de subsistencia de la población rural senegalesa. El maíz y el fonio también son importantes cultivos de cereales. La producción de cultivos alimentarios de cereales, como el arroz, el mijo, el maíz y el sorgo -que a menudo se cultivan en rotación con maní- no satisface las necesidades del Senegal. Solo en los años de buenas lluvias el país se acerca a la autosuficiencia en mijo, maíz, sorgo y fonio, los principales alimentos básicos en las zonas rurales. La producción local aumentó significativamente a principios de la década de 2000 tras la decisión del gobierno de subvencionar los fertilizantes. y fomentar la producción de maíz, reduciendo así la dependencia del maní.
En 2005/06, la producción total de cereales (incluido el arroz blanqueado) se estima en 1 177 782 toneladas, lo que cubrirá alrededor del 60% de las necesidades de consumo. Sin embargo, dada la segmentación del mercado del arroz (véase GAIN SG6002), es menos probable que esta producción afecte a las importaciones. Sin embargo, en años de lluvias escasas y otros desastres naturales, el déficit de cereales secundarios, especialmente de mijo, podría ser más difícil de cubrir debido a la escasa disponibilidad y el escaso comercio de este grano en la región. Estas limitaciones se han superado con un aumento de las importaciones de arroz, con un cambio del consumo de mijo al de arroz en los hogares que pueden permitírselo.
Senegal es el segundo mayor importador de arroz de África, por delante de  Côte d'Ivoire y por detrás de Nigeria. Las importaciones de Senegal alcanzaron las 1 113 000 Tm en 2005, con unas importaciones netas estimadas en 854 000 Tm. Los consumidores prefieren el 100% de arroz partido procedente de Asia, principalmente de Tailandia y la India, y recientemente de Brasil, Uruguay y Argentina. El consumo de arroz per cápita sigue creciendo y se estima entre 70 y 75 kilogramos y el consumo total anual se estima en 700 000 toneladas. La producción local de arroz satisface alrededor del 20 por ciento de las necesidades del país y el 30 por ciento de esta producción se utiliza para la subsistencia. En 2005/06, la producción local de arroz con cáscara se estimó en 265 000 t.
El sector del trigo ha estado controlado durante años por dos molinos harineros, «Grands Moulins de Dakar» y «Sentenac», que compran cerca del 90 por ciento de su trigo a Francia. En 2001, la NMA  se convirtió en la tercera fábrica de harina y piensos del país. La demanda de harina de trigo va en aumento, ya que la demanda de pan aumenta con el crecimiento de la población y los cambios en los hábitos de consumo. El Senegal importó 326 287 toneladas de trigo en 2005 y más de la mitad de esa cantidad en el primer semestre de 2006 (180 514 toneladas).
El Senegal importó trigo de los Estados Unidos más recientemente en 2004 y de nuevo en 2006, lo que convirtió a los Estados Unidos en el tercer mayor proveedor después de Francia y la Argentina. El trigo estadounidense se utiliza para la mezcla debido a su alto contenido de proteínas en comparación con el trigo blando francés. A pesar de los importantes aumentos del precio del trigo en los mercados internacionales, el gobierno congeló los precios de la harina y el pan en noviembre de 2006, a raíz de la fuerte presión ejercida por los sindicatos de consumidores. El precio de la harina para los molineros es actualmente de 264 000 francos CFA por tonelada y el precio de una baguette sigue siendo de 150 francos CFA en lugar de los 175 propuestos por las asociaciones de panaderos. ($1 = CFA 507 el 10 de enero de 2007.)

### Productos hortícolas

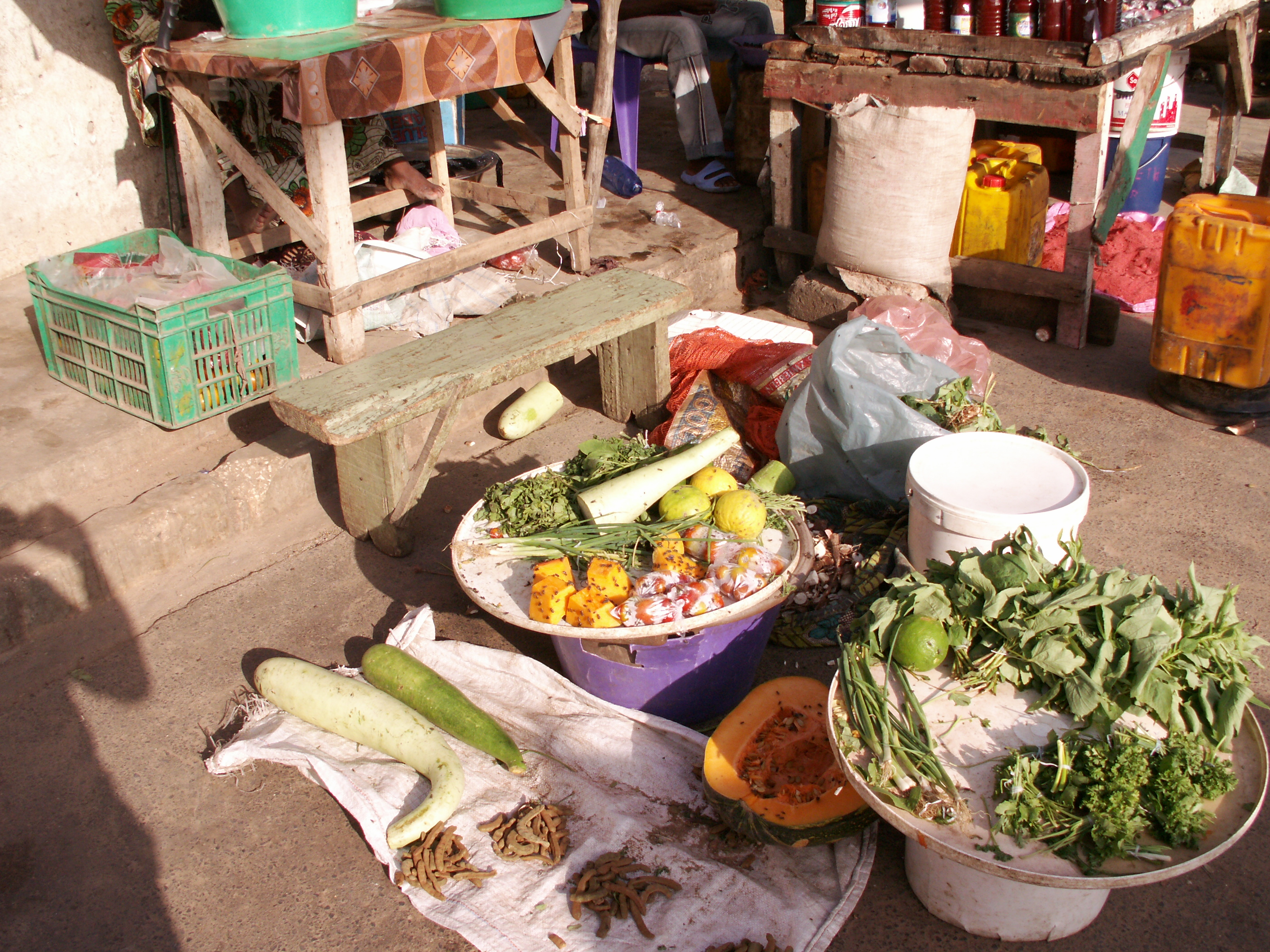
Verduras y frutas vendidas en M'bour

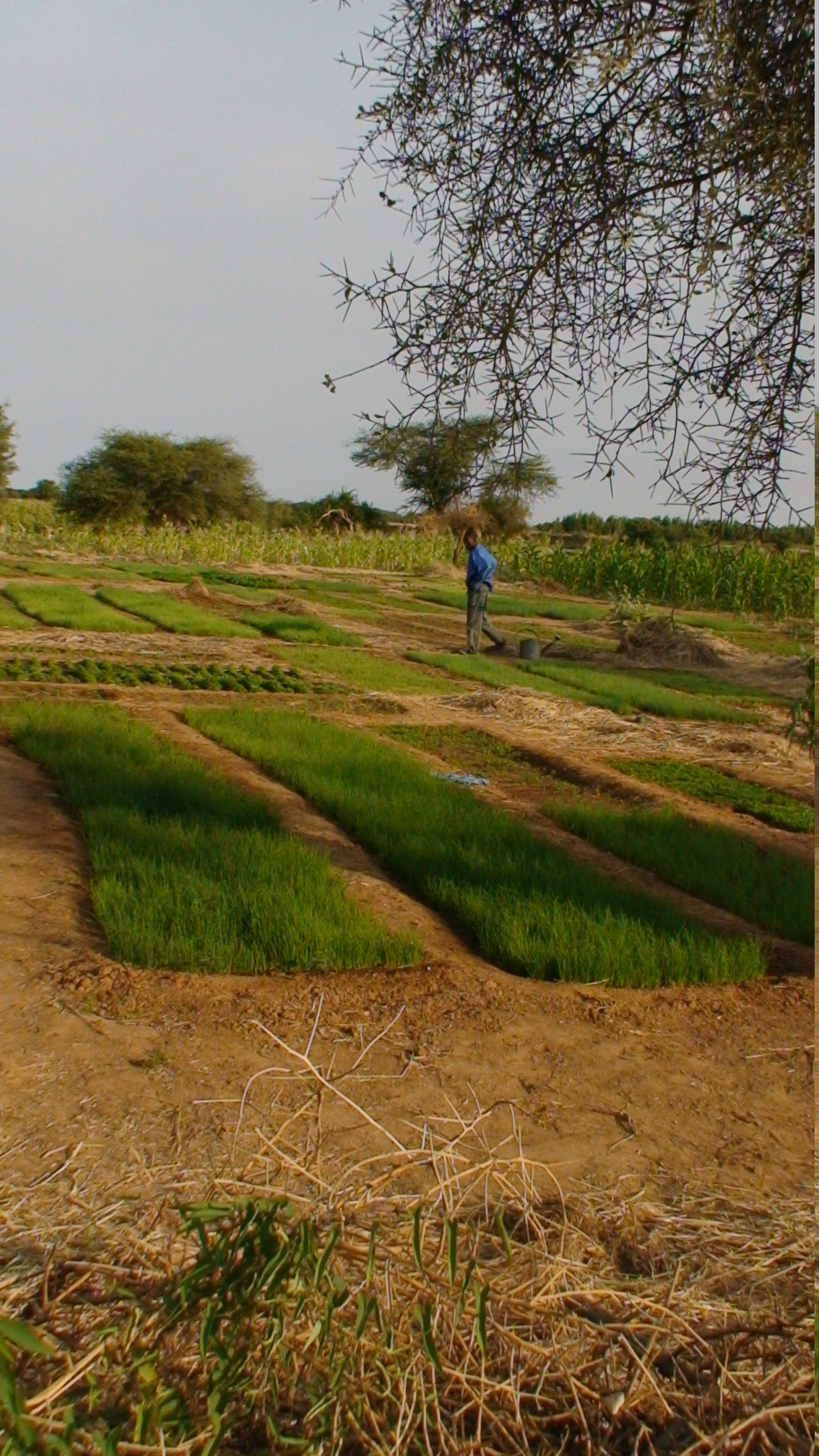
Cultivos de cebolla en Ndiawar, Senegal

La producción hortícola total de Senegal se estimó en 584 000 Tm en 2004. Las exportaciones de frutas y hortalizas crecieron de forma sostenida, aunque se mantuvieron bajas, y se estima que alcanzarán aproximadamente las 50 000 toneladas en 2007. Europa sigue siendo el principal mercado de exportación de frutas y verduras frescas de Senegal. Alrededor del 70% del mercado europeo está dominado por cuatro productos: judías verdes, tomate cherri,  mango y melón. Con el aumento del tamaño y el valor del mercado europeo, los productos preenvasados, como las judías verdes, tienen perspectivas prometedoras en el mercado europeo y, con la posibilidad de introducir la primera fase de transformación, es probable que estos productos lleguen a otros mercados. En el marco de la AGOA y sus proyectos conexos, el sector hortícola del Senegal se esfuerza por entrar en los mercados de los Estados Unidos y América del Norte.
Sin embargo, para que Senegal se beneficie de estas oportunidades, es necesario que aborde las preocupaciones  fitosanitarias, mejore las cadenas de valor existentes como son la mejora del transporte marítimo de judías verdes, ampliación del mercado del tomate cherri, aumento de la competitividad del melón y expansión de la estacionalidad del mango. El  sector hortofrutícola cuenta con una veintena de empresas activas agrupadas en dos federaciones (ONAPES y SEPAS). Tres empresas están implicadas a lo largo de toda la cadena (producción, envasado, comercio) y exportan más del 50% del producto por sí solas. Alrededor de diez empresas medianas exportan de 200 a 500 toneladas y las otras son pequeñas empresas que suelen servir de proveedores a los principales exportadores. En el  aeropuerto de Dakar se construyó un almacén de productos frescos y se están construyendo otras infraestructuras para mejorar el almacenamiento y el transporte a Europa, manteniendo así la calidad y aumentando el valor.
El potencial para la producción de tomate industrial es alto, especialmente a lo largo del valle del río Senegal. Sin embargo, el nivel actual de producción de  pasta de tomate concentrada doble no satisface las necesidades del Senegal, estimadas en 18 000 toneladas. En 2003, la producción total de tomate fresco se estimó en 53 000 toneladas, que produjeron unas 8000 toneladas de pasta, lo que representa solo el 45% de las necesidades nacionales. SOCAS, la principal empresa procesadora con una capacidad de 15 000 toneladas, ha venido importando triple concentrado para cubrir el déficit (5000 toneladas en 2004 y 2000 en 2005).
Al mismo tiempo, las importaciones de doble concentrado aumentan regularmente, pasando de 2900 toneladas en 2003 a 5500 toneladas en 2004. Agroline, la otra gran empresa, opera desde 2003 con una capacidad de 3300 toneladas de doble concentrado, lo que representa el 7% del mercado de pasta de tomate. Agroline ha estado utilizando triple concentrado importado o local que procesa y empaqueta en doble concentrado. Esta empresa está considerando la posibilidad de ampliar su cuota de mercado mediante el establecimiento de una nueva planta agroindustrial en Taredji, al norte de Senegal, que producirá triple concentrado a partir de tomates frescos. Este proyecto comenzará en 2007. Los precios y los incentivos del tomate industrial en la granja tendrán que mejorar para que Senegal produzca más de su pasta a partir de tomates locales. Los transformadores se enfrentan a una fuerte competencia de las importaciones de productos finales como las salsas de tomate, el zumo y el ketchup.
El potencial general del sector hortícola se ve limitado por la presencia de diversas plagas, incluidas la  mosca blanca y la  mosca de la fruta y, por lo tanto, necesita asistencia técnica para desarrollar en el país la capacidad sanitaria y fitosanitaria necesaria para cumplir las normas internacionales, así como la infraestructura necesaria para aumentar la eficacia de la vigilancia y el cumplimiento. Senegal también necesita trabajar con sus socios regionales para armonizar las normas y procedimientos fitosanitarios, fortalecer las capacidades de vigilancia y detección de plagas, incluyendo las operaciones de inspección en las fronteras, desarrollar la capacidad de evaluación de riesgos y superar otros cuellos de botella relacionados con las cuestiones regulatorias y el comercio.

### Azúcar

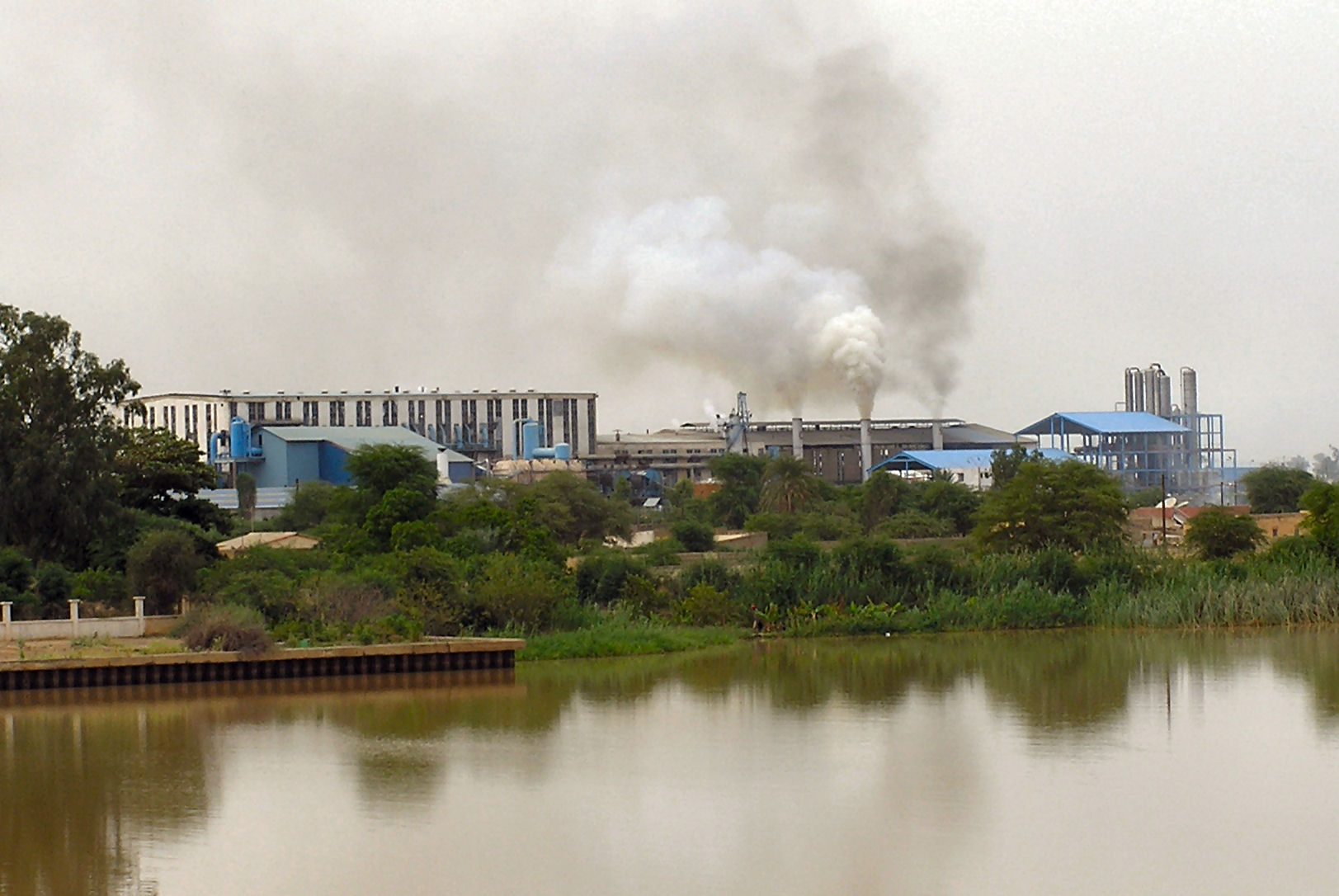
Refinería de azúcar de la Compagnie Sucrière Sénégalaise en Richard-toll.

La producción de azúcar en Senegal comenzó en septiembre de 1972, cuando la  Compagnie Sucrière Sénégalaise, CSS, produjo sus primeros terrones de azúcar. La CSS se beneficia de un monopolio de facto y de subsidios del gobierno, que mantiene su capacidad de plantar y procesar caña de azúcar, para luego refinar y comercializar el azúcar producido en forma de cubos, polvo y azúcar cristalizado. Este año, la producción de CSS se estima en 800 000 toneladas de caña de azúcar, de las cuales se producen cerca de 90 500 toneladas de azúcar. Con un rendimiento promedio de 120 toneladas/hectárea, CSS cultiva 7500 hectáreas de caña comercial en el valle del río Senegal en el norte de Senegal. La empresa emplea a 3000 trabajadores fijos y 2000 temporeros.
Durante el período 2002-2005, la CSS se enfrentó a una seria competencia de importaciones ilegales de azúcar más barato, principalmente de Mauritania, que cultiva caña y procesa azúcar en el mismo valle del río al otro lado de la frontera. Estas importaciones se estimaron entre 30 000 y 40 000 toneladas. Según las autoridades del SEC, estas importaciones disminuyeron significativamente en 2006 con el apoyo de los servicios aduaneros. La ambición de CSS es aumentar su producción para satisfacer el nivel de consumo nacional de 150 000 toneladas de azúcar. Esto requerirá una producción de 923 000 a 1 millón de toneladas de caña. Se informa que CSS tiene la capacidad de procesamiento para alcanzar este nivel de producción, pero tendrá que aumentar su área cultivada en 500 hectáreas. Actualmente la CSS importa 33 000 toneladas de azúcar para compensar el déficit. En 2006, el costo de estas importaciones fue de aproximadamente 875 000 dólares para la compañía.

### Ganado
La cabaña ganadera incluye 3,1 millones de cabezas de ganado vacuno y 8,7 millones de cabezas de ganado ovino y caprino. La mayoría de los sistemas de ganado que utilizan lotes de alimento. A pesar de contar con una importante cabaña ganadera, el Senegal sigue siendo un importador neto de carne, especialmente de ovejas vivas durante los períodos de mayor consumo como son las principales fiestas y acontecimientos religiosos. La producción total de carne fue de unas 100 000 toneladas en 2003, lo que equivale a un consumo per cápita de 11,5 kg por debajo del objetivo del gobierno de 14 kg.

### Productos lácteos
En Senegal, la industria láctea se basa principalmente en el uso de leche en polvo importada. La producción lechera de Senegal está muy por debajo de las necesidades nacionales. A pesar de los aranceles relativamente altos sobre la leche en polvo (26,78%), cada año se importan unas 20 000 toneladas de leche en polvo, principalmente de Europa. En equivalente de leche fluida, las importaciones representan el doble del nivel de la producción local de leche. Las importaciones de otros productos lácteos se estiman en unos 100 millones de dólares en 2006. Los importadores de leche en polvo forman un fuerte grupo de presión política y dominan la industria láctea. Los productores locales no están bien organizados, excepto los pocos productores modernos de las grandes ciudades.
Parte de la leche en polvo importada se procesa y comercializa a través de canales informales sobre los que se informa poco. Los principales productos disponibles en el mercado son la leche concentrada dulce, la leche concentrada no azucarada, la leche en polvo, bien a granel o envasada en botella o en pequeñas bolsas. Algunas compañías producen yogur.
El sistema local de producción de leche depende de las condiciones climáticas, con una mayor producción durante la temporada de lluvias y una ralentización e incluso paralización durante los 7 meses de la estación seca. Las organizaciones no gubernamentales y los donantes ayudan a los pequeños productores de leche rurales a mejorar los sistemas de distribución y a aumentar su capacidad de acceso a los mercados urbanos. En esta perspectiva, PAPEL, el principal proyecto de desarrollo ganadero y lechero del gobierno, ha rehabilitado la red de recolección de leche rural establecida por Nestlé-Senegal en 1991 en la zona silvo-pastoril.
Este proyecto está ayudando a desarrollar unidades de procesamiento de leche a pequeña escala con equipos y técnicas sencillas. La mayoría de estas unidades se encuentran en el norte y el sur del país, especialmente en Saint-Louis, Dahra, Tambacounda, Velingara y Kolda y sus alrededores. En la zona de Niayes, alrededor de Dakar, otras unidades de procesamiento de leche bien estructuradas se benefician de este apoyo y pudieron comercializar hasta 300 000 litros de leche en Dakar en 2005. Las más importantes de estas granjas lecheras son la granja Wayembam y las granjas de la Asociación Regional de Mujeres Ganaderas, Dirtel. Otros actores importantes en el mercado de la leche son Nestlé-Senegal, SATREC, CCMB, Saprolait y Les Mamelles Jaboot.

### Aves de corral
La  industria avícola ha aumentado su producción global desde el anuncio en 2005 de la prohibición de las importaciones de carne de pollo y a pesar de la conmoción provocada a principios de 2006 por la gripe aviar. El sector representa el 17% de la contribución de la industria animal al PIB y emplea a unas 10 000 personas[1].
En 2003 había 3,2 millones de pollos produciendo 5982 toneladas de carne. Debido a las importaciones masivas de piezas de pollo baratas y de baja calidad procedentes de Europa y Brasil, el sector redujo su producción en un 24% entre 2001 y 2003. Esto ha dado lugar a la creación de sindicatos de avicultores que reclaman la pérdida de entre 3000 y 5000 puestos de trabajo, y a la decisión del gobierno de prohibir las importaciones de pollo congelado en octubre de 2005. Esta prohibición sigue en curso y se aplica a todos los países. Como resultado de esta prohibición, la producción local aumentó un 21%. Sin embargo, debido a que la prohibición no entró en vigor hasta enero de 2006, se autorizaron los pedidos de importación anteriores a la prohibición y en 2004 se importaron 13 700 toneladas de carne de pollo.
La producción local se estima en 7 millones de pollos en 2005, lo que representa un aumento del 33% en comparación con 2004. La producción de carne de pollo representa alrededor del 75% de esta producción, y la producción industrial total de carne de pollo ha aumentado a 9200 toneladas en 2005, lo que representa un aumento del 26% en comparación con 2004. La producción tradicional (producción casera) es difícil de evaluar, pero podría estimarse en 8000 toneladas de carne. Los informes preliminares del gobierno sugieren que estas tendencias continuarán en 2006 con un aumento significativo de la producción local de carne de pollo. Sin embargo, estas tendencias también sugieren que la producción de huevos disminuirá significativamente como resultado de la competencia de la carne de pollo, y los profesionales temen que el sector no pueda satisfacer las necesidades de Senegal en huevos de pollo, lo que podría provocar un levantamiento parcial de la prohibición.
La mayoría de los insumos de la alimentación de las gallinas son importados. En 2005, se produjeron unas 85 000 toneladas de pienso para pollos. El maíz representa el 60% de los ingredientes. Los productores prefieren los productos de soja y maíz a las tortas de cacahuete debido a su mejor calidad y menores costos. La harina de pescado es otra fuente disponible e importante de proteínas para la industria. En 2005, el costo de la alimentación representó el 59% del gasto total de las granjas avícolas, lo que hace que el sector sea menos competitivo frente a los productos avícolas importados.
Senegal exporta carne de pollo a Guinea Bissau (194 millones de toneladas en 2005) y pollos de un día a Gambia, Mauritania, Malí, Burkina Faso y Guinea Bissau (238 250 toneladas en 2005).

### Pesca

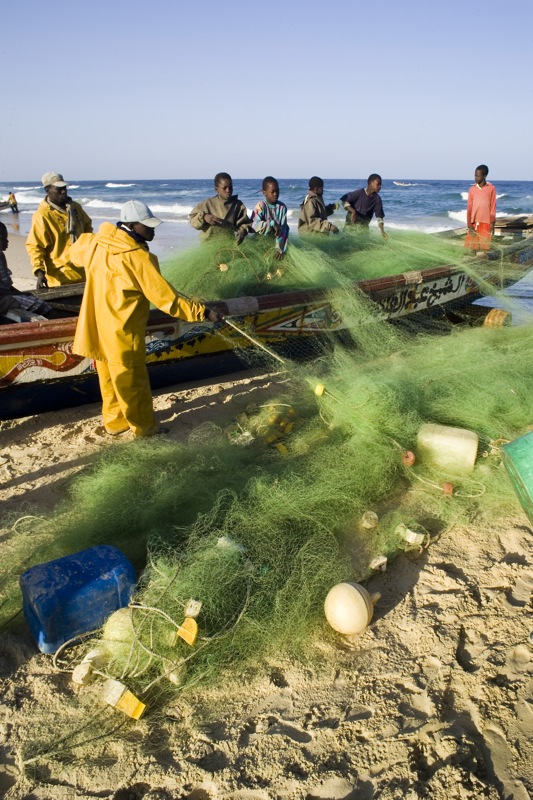
Pescadores en Senegal

El sector pesquero se beneficia de una larga línea costera (aproximadamente 448 millas) y una productiva área de la plataforma continental de aproximadamente 9653 millas cuadradas. La pesca industrial consiste en la captura de sardina, atún y pescados de arrastre como  camarón,  lisa,  lenguado y sepia entre otros. Las capturas artesanales se destinan principalmente al mercado local, con una gran proporción comprada por las fábricas locales para su procesamiento. El sector pesquero de Senegal ha sido históricamente una de las mayores fuentes de divisas del país.
En 2005, los productos del mar representaron el 22 por ciento de las exportaciones totales de Senegal y generaron más de 366 millones de dólares en ingresos nacionales de una captura anual de aproximadamente 40 000 toneladas, frente a aproximadamente 374 millones de dólares para una captura de aproximadamente 430 000 toneladas en 2004. La industria pesquera es también un sector clave para el empleo. A nivel local, miles de familias dependen del pescado como alimento básico. El Gobierno estima que el sector emplea a más de 200 000 personas y genera importantes empleos temporales en el sector informal, en particular a través de la pesca artesanal, utilizando líneas, trampas y redes con canoas de pesca tradicionales a pequeña escala.
La Unión Europea es el mayor mercado para las exportaciones senegalesas de productos del mar. Senegal firmó diecisiete acuerdos con la UE que permiten el acceso de las embarcaciones pesqueras de la UE a las aguas senegalesas, al tiempo que establecen cuotas y límites de exportación, y que exigen que parte de la captura, especialmente el atún, se suministre a las industrias de transformación locales. El acuerdo entre el Senegal y la Unión Europea para el período 2002-2006, que preveía una indemnización anual de 15 millones de dólares al Gobierno del Senegal, expiró en junio de 2006. Las negociaciones para su renovación se encuentran actualmente suspendidas a raíz de la fuerte denuncia de acuerdos anteriores por parte de las asociaciones de pescadores senegaleses por la supuesta sobreexplotación de pescado de alto valor, la disminución de los ingresos y la limitación de la disponibilidad de pescado de alto valor en los mercados locales. El Gobierno de Senegal y las organizaciones medioambientales locales también han expresado su preocupación por los posibles daños ecológicos permanentes causados por las flotas más sofisticadas y eficientes de la UE.
Varias grandes empresas senegalesas de transformación de pescado han cesado sus actividades debido a la pequeña e improductiva flota pesquera del Senegal, los elevados costos de producción, la sobreexplotación y escasez de pescado de gran valor y la falta de recursos de inversión. Esta crisis es una de las principales causas de la emigración clandestina de las principales comunidades pesqueras de Senegal a Europa en los últimos dos años, con la muerte de cientos de jóvenes, en su mayoría pescadores.

### Productos forestales
En Senegal, la contribución de los recursos forestales y otros recursos naturales a la economía no es visible, aunque es real e importante. El potencial de producción de fauna y productos forestales es elevado y diversificado, pero este sector no se tiene plenamente en cuenta en los indicadores macroeconómicos. Oficialmente, el sector representa menos del 1% del PIB. Sin embargo, la producción de recursos forestales, principalmente carbón vegetal y vida silvestre, se estima en 50 millones de dólares anuales.
Los datos recopilados en 2006 por la UICN de productores, intermediarios y consumidores de productos de plantas y animales silvestres indican que la mayoría de las plantas no madereras, los animales silvestres y los peces continentales se comercializan y solo una pequeña proporción se utiliza para el consumo. La importancia económica de los productos forestales varía según la región, pero representan hasta el 50% de los ingresos de los hogares rurales pobres. El valor de estos productos, que por lo general no se incluyen en las estadísticas nacionales, se estima en al menos 19 a 35 millones de dólares. Las exportaciones de goma arábiga, que no se incluyen en las cifras de este informe, se dispararon a más de 280 millones de dólares en 2006.

## Medios auxiliares de fabricación
La construcción de las presas de Diama y Manantali en 1986 creó 240 000 hectáreas adicionales de tierra que pueden ser irrigadas en el lado senegalés del río Senegal en el norte de Senegal. Esto le dio al país el potencial para diversificar su base de cultivos y aumentar la producción de alimentos. Sin embargo, la operación de la presa aguas arriba también ha reducido las inundaciones anuales a lo largo de la planicie de inundación, donde se ha practicado una forma antigua y productiva de riego recesivo durante cientos de años. A lo largo de estas llanuras de inundación se sigue practicando el riego reversible en una superficie estimada de 50 000 hectáreas.
La mejor tierra agrícola a lo largo del río Senegal se encuentra en el valle aluvial entre Bakel y Dagana, y esta área es la parte más densamente poblada del valle. A medida que las inundaciones se retiran cada año, se siembran una variedad de cultivos (incluyendo mijo, sorgo, arroz y vegetales) que crecen y maduran rápidamente. Estas áreas también proveen pastos para el ganado. Pero debido a que las lluvias han sido menores en Guinea en 2006, la capa freática del río Senegal y sus efluentes se encontraban en un nivel crítico y comparable al de un año seco a principios de 2007. Se esperaba que esta situación limitara la recesión y las producciones de la estación seca.
Además, se han reportado plagas tales como insectos y langostas en el maní, el caupí y el sorgo. En el norte de Senegal, la producción de arroz probablemente se verá seriamente afectada este año por la invasión extensiva de aves que comen granos - la quelea de pico rojo (Quelea quelea).
Durante esta temporada de cultivo, el Gobierno ha subvencionado el sector agrícola con unos 40 millones de dólares. Esta inversión incluyó la compra de 40 000 toneladas de semillas de maní, pagos a productores de maní de hasta 10 millones de dólares, la compra de semillas de cultivos especiales como sésamo, mandioca, maíz e Hibiscus sabdariffa (bissap), y el subsidio de fertilizantes. El gobierno también ha aportado 10 millones de dólares para la compra de equipo agrícola.

## Políticas agrícolas y marco institucional

### Políticas agrícolas
Las políticas agrícolas del Senegal se han caracterizado históricamente por las siguientes características fundamentales: El sistema gubernamental de apoyo a la agricultura se basa principalmente en cultivos comerciales que tienen mercados fiables. La investigación agrícola ha contribuido significativamente a mantener la productividad a pesar de las lluvias irregulares y los suelos pobres. La liberalización del mercado de productos agrícolas a principios de 1990 ha mejorado la eficiencia del mercado de cereales.
El impacto de la liberalización ha sido limitado porque el maní sigue dominando el mercado; los sistemas integrados de extensión, distribución de insumos, crédito y apoyo a la comercialización contribuyen a aumentar la productividad, especialmente los cultivos comerciales y los nuevos cultivos promovidos por el gobierno; sin embargo, el apoyo a los agricultores es costoso e ineficiente, en particular porque el gobierno responde más a la presión política que a los programas de motivación económica; los programas de alfabetización no reciben la debida atención en las zonas rurales, lo que limita la eficiencia de la extensión y la adopción de tecnologías a nivel de las granjas, y, por lo tanto, la capacidad de los agricultores de reaccionar frente a las dinámicas del mercado.
En respuesta a la creciente migración rural y la emigración clandestina, el gobierno ha lanzado recientemente un nuevo plan, llamado REVA —Return to Agriculture—. El objetivo de este programa es desarrollar la infraestructura agrícola (construcción de caminos rurales, rehabilitación de pozos y conexión a la electricidad) y proporcionar herramientas y equipos de capacitación y producción a jóvenes y mujeres agricultoras, especialmente a ex emigrantes clandestinos. La fase piloto del programa comenzó en agosto de 2006 y finalizará en diciembre de 2008, y durante este período el gobierno planea implementar 550 sitios de producción. Este plan está ganando cada vez más apoyo de los donantes.

### Ministerios de gobierno
El marco institucional del sector agrícola se organiza a través de dos ministerios principales. El Ministerio de Agricultura, Biocombustibles y Seguridad Alimentaria, que incluye la Dirección de Agricultura, responsable de la implementación de las políticas de desarrollo agroindustrial y de la supervisión de los servicios de extensión basados en el campo; la Dirección de Horticultura, que coordina el apoyo gubernamental al sector hortícola; la Dirección de Censos Agrícolas; y la Dirección de Protección Vegetal, responsable de los programas gubernamentales de control de plagas, incluidas las reglamentaciones, la gestión de las normas y diversas intervenciones sobre el terreno. El segundo ministerio involucrado en el sector agrícola es el Ministerio de Ganadería con varios servicios que coordinan el apoyo gubernamental a los subsectores ganadero, lácteo y avícola.
Estos servicios son completados por instituciones de investigación y formación. El ISRA, Instituto Senegalés de Investigación Agrícola, es la principal institución de investigación agrícola y se ocupa de diversas cuestiones relacionadas con la producción agrícola y animal, las cuestiones sanitarias y fitosanitarias y veterinarias, la pesca y los productos forestales y la socioeconomía rural. Otras instituciones de investigación importantes son el ITA (Instituto de Tecnología Alimentaria), CDH (investigación hortícola) y WARDA (Centro Africano del Arroz). El Senegal cuenta también con escuelas de agricultura y veterinaria que proporcionan la mayor parte de los recursos humanos utilizados en el sector. Las principales escuelas son ENSA (Escuela Agrícola), EISMV (Escuela Veterinaria Interestatal) y CDH (Centro de Formación para el Desarrollo de la Horticultura).

### Principales donantes internacionales
Los principales donantes que participan en el sector agrícola en Senegal son la  FAO,  USAID,  USDA, el Banco Mundial, el Banco Africano de Desarrollo, el Banco de Desarrollo de África Occidental, el gobierno francés, el Cuerpo de Paz y varias otras ONG locales e internacionales.